# 후천기호식품
후천기호식품(後天嗜好食品, acquired taste)은 강렬한 맛(술, 베지마이트, 마마이트, 맥아빵, 다크 초콜릿, 가르나탈그 등)이나 냄새(두리안, 홍어, 취두부, 흑염, 청국장, 하우카르드, 수르스트룀밍, 아사포에티다, 치즈, 된장 등) 또는 외모(해기스, 발룻, 민트초코 등) 따위의 이유로 인해 대중 일반에게는 기피되지만, 그 식품을 꾸준히 먹어온 사람에게는 기호성을 갖게 되는 식품이다.  이러한 기호의 후천성은 미각적 기호 뿐 아니라 다른 종류, 예컨대 음악이나 미술 등의 미학적 대상에 대한 기호에도 적용될 수 있다.

## 같이 보기
- 뒷맛
- 습관화
- 맛